# Marie Bjerre
Marie Bjerre (nascida a 6 de maio de 1986, em Viborg) é uma política dinamarquesa, membro do Folketing pelo partido político Venstre. Ela foi eleita para o Folketing nas eleições legislativas dinamarquesas de 2019.

## Carreira política
Bjerre foi eleita para o Folketing na eleição de 2019, tendo recebido 8627 votos.